# Donatello (Tortues Ninja)
Pour les articles homonymes, voir Donatello (homonymie).
Donatello, un personnage de fiction, est l'une des Tortues Ninja.  Son bandana est généralement violet, sa couleur favorite (bien que les quatre tortues aient eu un bandana rouge à l'origine), et son arme est un bō, qu'il utilise parfois également comme un outil. Donatello est l'intellectuel du groupe et est à l'aise avec les machines, généralement pacifiste, diplomate, bien que les autres traits de sa personnalité varient en fonction des circonstances. Il porte le nom de Donatello (Donato di Nicollo di Betto Bardi), le célèbre sculpteur de la Renaissance.

## Comics
Dans la série de comics publiée par Mirage Studios, Donatello est initialement seulement présenté comme la plus calme des Tortues avec Leonardo, et, tandis que par la suite il n'y a pas vraiment eu de structure hiérarchique entre les Tortues, dans les premières histoires il est présenté comme le second de Leonardo et de Splinter. Dans la première histoire du comic, c'est lui qui pousse Shredder du haut de l'immeuble où ils se battaient, sauvant ainsi ses frères et lui de la grenade tenue par leur ennemi.
À partir de la seconde histoire, sa personnalité est mieux définie, avec le trait qui par la suite a servi à le définir dans toute la série : ses compétences avec la technologie. Au début de l'histoire, il est vu réparant un circuit électronique. Il dit peu après avoir des « affinités avec les circuits et machines », et aide April à arrêter les Dératiseurs de Baxter Stockman. Par la suite, il devient le technicien habituel des Tortues et le plus pacifique.
Dans Donatello #1, alors que les Tortues sont installées chez April, Donatello fait la connaissance de Kirby, un dessinateur possesseur d'un crayon surmonté d'un cristal qui donne vie à ses dessins. Tous deux se lient d'amitié, et atteignent, grâce à un portail dessiné par Kirby, un monde parallèle abritant toutes les créations du dessinateur, en combat entre les monstres et les humains. Donatello et Kirby parviennent à aider les humains en combinant les talents de ninja du premier et le pouvoir du cristal du second, mais, à terme, le portail commence à se rétrécir. Kirby pousse Donatello à rentrer en premier, et le portail se referme sur lui, mais pas avant qu'il n'ait pu envoyé un dernier message à son ami Tortue.
Dans le Volume 1, numéro 12, les Tortues entreprennent de stopper un groupe de nationalistes extrémistes américains qui comptent faire exploser une bombe atomique en plein milieu d'une forêt, espérant accelérer le déclenchement de la guerre entre les États-Unis et l'URSS, qu'ils estiment inévitables. Alors que Splinter, Raphael, Leonardo et Michelangelo neutralisent les hommes, à l'exception de leur chef qui s'échappe, Donatello trouve la bombe, mais ne parvient pas à la désamorcer. Il opte finalement pour retirer la barre de plutonium et se retirer, réduisant ainsi l'effet de la bombe à une explosion ordinaire, qui ne dépasse pas la cabane où elle était dissimulée et ne tue que le chef du groupe qui l'avait activée. Malgré la réussite, cette histoire attriste Donatello, qui estime qu'il ne peut se réjouir après qu'un homme, même fou, ait péri, et se questionne quant à l'avenir qui attend ce monde dans ces conditions.

### Image comic
C’est dans la série publié par Image Comics que Donatello subit son plus grand changement physique. Lors d’une bataille contre une race extra-terrestre, il fut propulsé hors d’un hélicoptère avec l’un d’entre eux. Leur seul moyen de survivre fut de se lier ensemble, transformant Donatello en Cyborg. Plus tard, cette série fut considérée comme ne faisant pas partie de la série originale par les dirigeants de Mirage Studios, et cet incident fut supprimé en conséquence.

## Série animée de 1987
Première incarnation hors des comics, le tempérament de Donatello n’est pas trop mis en avant. L’accent est plutôt mis sur le fait qu’il puisse inventer n’importe quoi à partir de déchet ou éléments qui semblent inutiles. Bien que ces inventions semblent avoir toujours les deux mêmes utilités pour l’histoire : soit de lui exploser en pleine figure et être considérées comme inutiles jusqu'à ce qu’il puisse sauver le monde avec, ou être totalement fonctionnelles mais tombées entre les mains de l’ennemi. 
La voix de Donatello en anglais a été interprétée par Barry Gordon, qui interprétait aussi Bebop. Ce fut Greg Berg qui prit sa place pour l’année 1989.

## Série animée de 2003
Probablement, la version la plus élaborée en représentation animée en plus d’être plus fidèle à la version comics. Cette version est sûrement la plus pacifique, Don semble vraiment plus concentré sur ses tâches que sur son entraînement dans l’art du Ninjutsu. Il reste toutefois un excellent combattant, même s'il se consacre pleinement à tout autre chose. Il est très introverti et peut facilement se perdre dans ses pensées. Dans cette série, toutes les technologies (véhicule, communication, système de sécurité) des tortues sont construites par Donatello et ces constructions sont toujours fonctionnelles, contrairement à celles dans la série de 1987.
Pour cette série, la voix de Donatello est interprétée, en anglais par Sam Riegel.

## Série animée de 2012
La série de Nickelodeon présente un Donatello conservant sa couleur vert olive caractéristique mais se distinguant de la fratrie par des pupilles rouges, une grande taille, une apparence plus fluette et surtout un diastème (particularité physique que l'on retrouvera aussi chez Casey Jones dans la saison 2). Donatello délaisse également le Bō pour la Naginata et crée une tortue robot pour le suppléer dans l'épisode 6 de la saison 1. S'il conserve un caractère modéré et réfléchi, il est également présenté comme sensible, parfois enclin à la mélancolie et surtout amoureux d'April O'Neil (dès le premier épisode de la série) et apparaîtra même jaloux du prétendant de cette dernière. Il reste un esprit véloce, infatigable inventeur tout comme dans les versions antérieures. Sa plus grande phobie est qu'April ne l'aime pas et le rejette comme on peut le voir dans un des épisodes de la saison 3 où Casey, April et les tortues sont confrontés à leurs pires cauchemars : ce dont ils ont le plus peur. Son surnom dans la série est Donnie.

## Films
Donatello dans les films de prise de vue réelle, est surement le moins élaboré de toutes ses incarnations. Surement parce que les films n'étaient pas assez longs pour le faire et se concentraient sur d’autres éléments, ce qui n’en fait pas une incarnation inintéressante. Bien que l’accent n’est jamais mis sur le tempérament pacifique ou l’intelligence de Donatello, à part pour quelques moments ici et là dans les trois films, Donatello semble être très proche de Michelangelo. Cette relation montre une autre facette de Donatello, celle d’un frère attentionné[réf. nécessaire].
La voix anglaise est interprétée par Corey Feldman pour le premier et troisième film, alors que Adam Carl prête sa voix pour le deuxième volet.
Dans le film de 2007, Donatello ressemble plus à la version des comics : il est calme, réfléchi et surtout spécialiste de technologie. Encore une fois, Donatello et Michelangelo semblent avoir une relation fraternelle privilégiée. Un autre élément de la personnalité de Donatello est mis de l’avant, celle d’être responsable. Durant l’absence de Leonardo, certains éléments des comics promotionnels du film laissent croire que Don a pris la place de chef, en plus de travailler sur une ligne d’aide technique.
C’est Mitchell Whitfield qui prête sa voix dans cette adaptation.
Dans le film de 2014 (Ninja Turtles), Donatello est beaucoup plus travaillé, aussi bien physiquement que psychologiquement. Son style change complètement de ses précédentes incarnations : il porte toujours un bandeau violet (portant un idéogramme chinois 明 signifiant « clair ») mais on le distingue facilement de ses trois frères grâce à des lunettes de vue et surtout grâce à sa panoplie technologique. Sa tenue, comme celle de Leonardo, est inspirée des samouraïs, sauf qu'elle dispose en plus de tout un attirail de gadgets électroniques (pack dorsal, micro, lunettes de technicien, casque audio - le même casque audio que celui de la version de 2007 -, caméra...). Son bô est également amélioré, puisqu'il est constitué d'un long tuyau métallique muni d'un puissant ressort (qui lui sert par exemple à soulever des grilles).
Fidèle aux comics et à sa version animée de 2003, c'est un génie en mécanique et en informatique, capable de pirater n'importe quel ordinateur et d'inventer une multitude de machines. Il a installé tout un dispositif de caméras de surveillance qui permet aux Tortues de surveiller New York. Bien que ses aptitudes intellectuelles soient mises en avant dans le film (c'est non par sa force mais par son intelligence qu'il arrive à télescoper une voiture au-dessus de lui), il est un combattant aussi redoutable que ses frères. Presque enfantin avec sa voix fluette et sa gentillesse naturelle, il est doux, attentionné, soucieux du bien-être de ses frères, avec un véritable désir de s'affirmer (« Laisse-moi être le bad-boy pour une fois ») et bien que gardant son sérieux, au point de parfois céder à la panique lorsqu'une situation lui échappe, il sait faire preuve d'humour et de légèreté.
Il est interprété et doublé en VO par Jérémy Howard, en VF par Nathanel Alimi.

## Autres incarnations
Une petite liste exhaustive des homologues ou autres formes de Donatello.
- Monstre Donatello

Durant la quatrième saison de la série 2003, Donatello subit une seconde mutation due à un contact avec un virus créé, par accident, par l’agent Bishop. Cette seconde mutation le transforme en une bête énorme et sauvage qui ne pouvait reconnaitre sa famille. C’est seulement avec l’aide de Stockman et Leatherhead, ainsi que les ressources de Bishop que Donatello réussit à retrouver sa forme normale et son doux tempérament.
Sous cette forme, Donatello est surnommé « Gamera Donatello » par les admirateurs, un clin d’œil au monstre légendaire du cinéma japonais.
Dans les comics originaux, c’est Raphael qui subit ce changement après avoir été mordu par une sorte de vampire.
- Dragon Donatello

Durant les événements du Tribunal Ninja (saison 5 de la série 2003), chaque tortue est appelée à trouver son avatar pour vaincre le démon Shredder. Grâce à un entrainement spécial et à des forces mystiques, chaque tortue peut prendre une forme de dragon.
Donatello prend la forme d’un dragon marin dont la tête, carapace, plastron et nageoire sont violet alors que son long corps élancé est d’un vert olive, ce vert étant caractéristique de Donatello.
- Dark Donatello

Apparue dans la 6e saison de la série 2003 Fast forward qui se passe 100 ans dans le futur.  Il est un clone de Donatello modifié avec des gènes extra-terrestres, il est le contraire de son original. Vantard et narcissique, il aime bien rappeler qui est plus intelligent que la moyenne des gens, en particulier ses frères. Il a comme but de disséquer Donatello.
- Enfant Donatello

À quelque reprise durant la nouvelle série, il est possible de voir les tortues quand ils étaient enfants. Il n’y a pas vraiment de différence marquante autre que leurs masques, qui leur couvrent totalement la tête et qu’ils ne portent que leur ceinture la plupart du temps.
- Shellectro

Homologue de Donatello dans une réalité alternative où les tortues sont des super héros à la place de ninja. Leur existence est publique et ils travaillent à protéger la ville de New York. Shellectro, comme son nom le laisse deviner, contrôle l’électricité. Il peut avec un simple toucher reprogrammer n’importe quelle machine.
Bien qu’ils viennent originellement des comics, les Super Tortues sont apparues au cours de l’épisode Les super héros (saison 3) de la série 2003.
- Dark Turtles

Durant la saison 7 de la série animée de 1987, Donatello reçoit une décharge électrique durant un combat contre Shredder qui change sa personnalité. Il devient alors un vengeur masqué qui tente par tous les moyens de vaincre le Shredder. Il l’aurait tué si ses frères ne l’avaient pas arrêté.
Son costume est un clin d’œil au personnage populaire Batman.[réf. nécessaire]
- Donatello archange